# Герб Узды
Герб Узды (бел. Герб Узды) — геральдический символ города Узда и Узденского района Минской области Беларуси. Герб зарегистрирован в Гербовом матрикуле Республики Беларусь 6 декабря 2000 года под № 44.

## История
Несмотря на то что город Узда впервые упоминается около 1450 года как двор Корсаков в Минском повете Великого княжества Литовского, его центральная часть архитектурно была оформлена только в XIX веке.
В 1-й половине XIX века генерал русских войск К. Завиша возвёл в Узде деревянный костёл с элементами классицизма и неоготики, который сохранился до нашего времени. А на противоположной стороне центральной улицы, в середине XIX века была возведена православная церковь в честь Святых апостолов Петра и Павла. Однонефный одноапсидный храм имеет компактный объём, покрыт четырёхскатным шатром, в центре которого небольшой по размерам шлемоподобный купол на восьмигранном барабане. Центральные и боковые иконостасы украшены резьбой по дереву и позолочены. Эта церковь — памятник архитектуры русского стиля.
Святые апостолы, в честь которых была построена церковь, представлены в современном официальном геральдическом символе города. Помимо этого образ апостола Петра также встречается в гербах белорусских городов Борисов и Шерешево.

## Описание
В серебряном поле испанского щита — святой Пётр в желто-голубых и святой Павел в красно-голубых одеждах. На гербе Узды и Узденского района апостолы, которых изображают вместе как величайших проповедников христианства, стоят рядом, в полный рост, со своими атрибутами: апостол Пётр — с ключом и книгой, апостол Павел — с мечом.

## Использование
Герб является собственностью города и района, на которую всеми распорядительными правами обладает Узденский районный исполнительный комитет в лице его председателя. Герб города Узда и Узденского района размещается на здании районного исполнительного комитета или перед ним, в зале заседаний районного Совета депутатов,  в кабинете председателя районного исполнительного комитета и его заместителей.
На территории Узденского района он может также размещаться во всех других случаях,  в которых действующими законодательными и нормативными актами предусматривается размещением Государственного герба Республики Беларусь. При размещении одновременно с Государственным гербом Республики Беларусь герба района должен быть зафиксирован высокий статус государственного символа. Государственный герб Республики Беларусь размещается на более почётном месте, так, чтобы зритель видел его левее, а герб района — правее. Герб города и района используется при проведении районных мероприятий, церемоний,  праздников.